# David Mazzucchelli
David Mazzucchelli (21 de setembro de 1960) é um quadrinista estadunidense, conhecido por seu trabalho com Frank Miller em Batman: Year One e Daredevil: Born Again, e também por sua graphic novel, Asterios Polyp.

## Carreira
Mazzucchelli começou a trabalhar com quadrinhos na década de 1980 na Marvel Comics, tornando-se artista regular do gibi do Demolidor, junto com o artista Dennis O'Neil. Tempos depois, desenhou o arco "A Queda de Murdock", escrito por Frank Miller. Com Miller, ainda desenhou a revista Batman: Ano Um, da DC Comics, considerada uma das melhores histórias de Batman.
Depois de "Batman: Ano Um", Mazzucchelli passou a focar principalmente em projetos pessoais, como Rubbler Blanket, coeditado por sua esposa Richmond Lewis e publicado em três números. Posteriormente, desenhou e roteirizou em parceria com Paul Karasik e Art Spiegelman, City of Glass, graphic novel adaptação de um conto de Paul Aster. Em 2009, lançou Asterios Polyp, um romance gráfico vencedor do Eisner Award.

## Prêmios
- Eisner Award 2010 de Melhor letreirização por Asterios Polyp
- Eisner Award 2010 de Melhor Melhor escritor/ilustrador por Asterios Polyp
- Eisner Award 2010 de Melhor álbum gráfico - inédito por Asterios Polyp[7]
- Harvey Award 2010 de Melhor letreirista por Asterios Polyp
- Harvey Award 2010 de Melhor graphic novel original por Asterios Polyp
- Harvey Award 2010 de Melhor edição ou história por Asterios Polyp[8]
- 2009 Los Angeles Times Book Prize Graphic Novel Award[9]
- New Jersey State Council on the Arts
- Erwin Swann Award, Swann Foundation for Caricature and Cartoon
- Japan/U.S. Friendship Commission Creative Artist Fellowship[10]